# Imanol Murga Sáez de Ormijana
Imanol Murga Sáez de Ormijana (Vitòria, 1 de gener de 1958) va ser un ciclista basc, que va ser professional entre 1980 i 1990. Del seu palmarès destaca la victòria d'etapa a la Volta a Espanya de 1981

## Palmarès
- 1980
  - Vencedor d'una etapa a la Volta de les Tres Províncies
- 1981
  - Vencedor d'una etapa a la Volta a Espanya
  - Vencedor de 2 etapes a la Volta a Aragó
- 1985
  - Vencedor d'una etapa a la Volta a Cantàbria
- 1987
  - Vencedor d'una etapa a la Volta a Astúries

### Resultats a la Volta a Espanya
- 1980. Abandona
- 1981. Abandona. Vencedor d'una etapa
- 1984. 47è de la classificació general
- 1986. 50è de la classificació general
- 1987. Abandona
- 1988. 70è de la classificació general

### Resultats al Tour de França
- 1981. 104è de la classificació general
- 1985. 94è de la classificació general